# Cambridge
För andra betydelser, se Cambridge (olika betydelser).

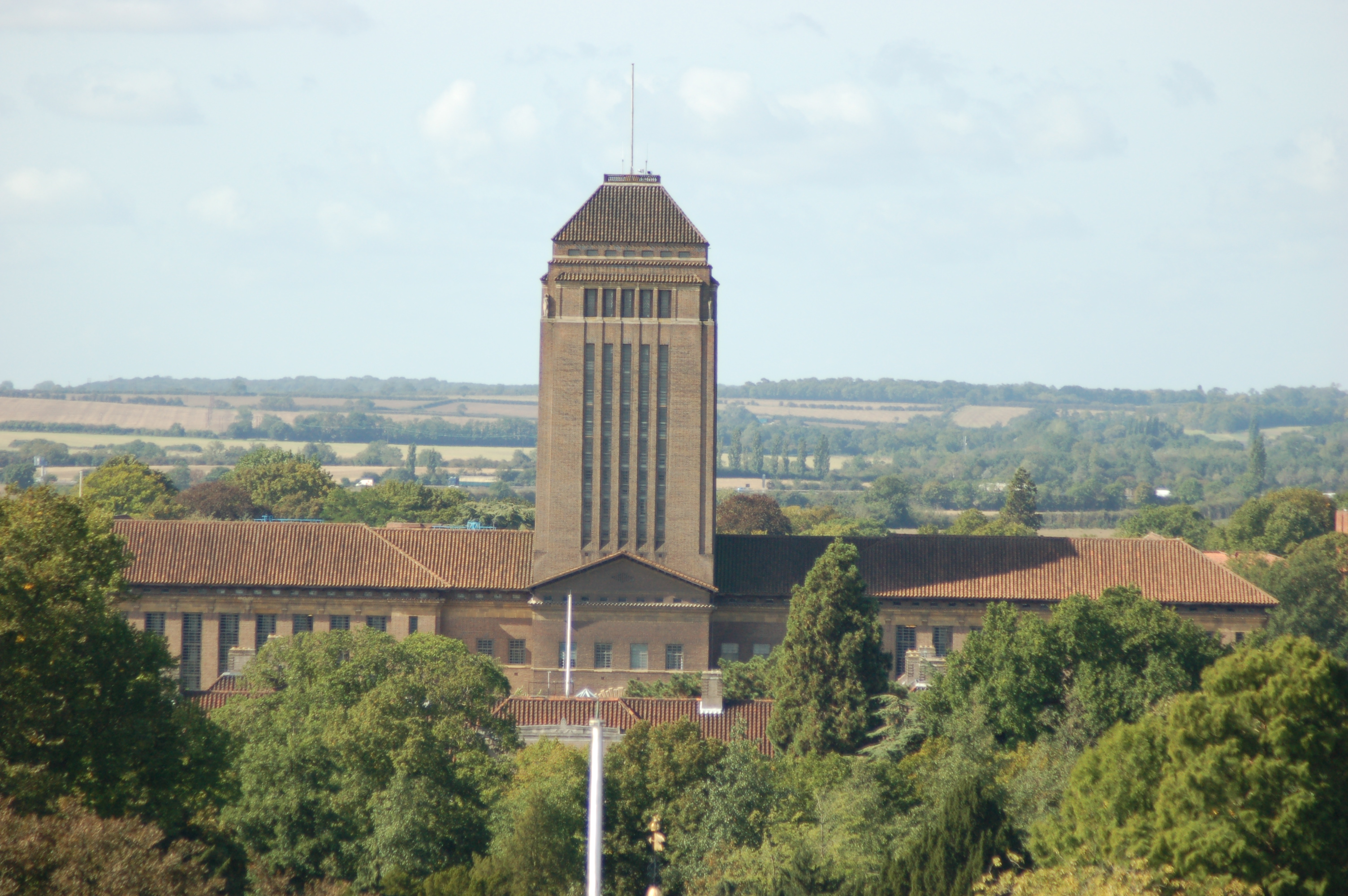
Universitetsbiblioteket.

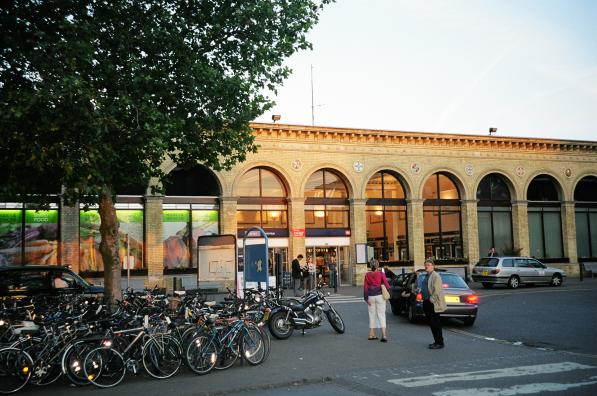
Stadens järnvägsstation.

Cambridge är en gammal engelsk universitetsstad och administrativt centrum för Cambridgeshire. Staden är belägen omkring 8 mil norr om London i distriktet City of Cambridge. Centralorten hade 145 818 invånare 2011, med totalt 158 434 invånare i hela tätorten. Genom staden flyter floden Cam, som genom en krök ringar in den medeltida stadskärnan. 
Cambridge är bäst känt för sitt universitet, inklusive det världskända Cavendish Laboratory (uppkallat efter Henry Cavendish), den vackra byggnad som inrymmer kapellet för King's College, samt universitetsbiblioteket. Horisonten i staden domineras av de sistnämnda två byggnaderna. Staden är också hjärtat i "Silicon Fen", den brittiska IT-industrins centrum.
Staden nämndes i Domedagsboken (Domesday Book) år 1086, och kallades då Grantebridge/Grentebridge.

## Övrigt
- Progrockbandet Pink Floyd bildades i Cambridge år 1965.
- Författaren Douglas Noel Adams, föddes 11 mars 1952 i Cambridge.
- Cambridge Poetry Festival var en internationell och mångfacetterad biennal åren 1975-1985 med mötesplatser runt om i staden men med Cambridge Union Society's byggnad på Bridge Street som centrum. En av sponsorerna för detta evenemang år 1981 var Clive Sinclair[3].
- Jagex, grundarna av Runescape, har sitt huvudkontor i Cambridge.